# Humlebæk
Humlebæk är en tätort i Fredensborgs kommun (före kommunreformen 2007 i Fredensborg-Humlebæk kommun), Region Hovedstaden, Danmark, omkring 35 kilometer norr om Köpenhamn och omkring 10 kilometer söder om Helsingör. Humlebæk har 9 587 invånare (2017). 
Den 25 juli 1700 landsteg 4 900 svenskar under Karl XII:s personliga befäl, sedan Danmark tillsammans med Ryssland och Sachsen hade förklarat krig mot Sverige. Efter att de danska trupperna hade besegrats slöts freden i Traventhal en vecka senare.
Humlebæk ligger vid järnvägen Kystbanen. I orten ligger konstmuseet Louisiana. 